# Paralappida
Paralappida är ett släkte av insekter. Paralappida ingår i familjen Dictyopharidae.
Kladogram enligt Catalogue of Life:
| Paralappida | \| \| Paralappida constricta \| \| \| \| \| \| Paralappida limbativentris \| \| \| \| |
|             | \| \| Paralappida constricta \| \| \| \| \| \| Paralappida limbativentris \| \| \| \| |
|             | Paralappida constricta                                                                |
|             |                                                                                       |
|             | Paralappida limbativentris                                                            |
|             |                                                                                       |